# Коикерхондье
Коикерхондье (нидерл. kooikerhondje) — порода маленьких собак типа спаниелей, происходит из Голландии. Изначально использовались в качестве рабочих собак в утиной охоте. Коикерхондье были популярны в XVII—XVIII веках, их изображения есть на картинах Рембрандта и Стена. За пределами Европы эти собаки малоизвестны, но быстро набирают популярность.

## История породы
Коикерхондье были выведены приблизительно в XVI веке в Нидерландах. Это специализированная охотничья собака, которая должна была загонять уток в специальные ловушки ('kooien' — клетки в форме длинных каналов с ловушкой на конце), где охотник (т. н. Kooiker) мог схватить птицу (такой способ охоты называется англ. tolling). Название породы — коикерхондье — буквально означает «собака охотника на уток».
Порода почти исчезла к концу Второй мировой войны, её спасла баронесса ван Харденброк ван Аммерстоль. Порода официально признана Голландским кеннел-клубом в 1971 году, с тех пор собак этой породы разводят и в других странах.
Некоторые исследователи считают, что коикерхондье, вероятно, использовались при выведении новошотландского ретривера.

## Внешний вид
Коикерхондье — небольшая собака почти квадратного формата, высота в холке 35-40 см, длина корпуса немного превышает высоту в холке. В зависимости от пола и размера, вес собаки может составлять до 9-11 кг. Уши висячие, средних размеров, покрытые длинной шерстью, плотно прилегают к голове. Хвост длинный, с очёсом. У собак этой породы водоотталкивающая шерсть, грязь на ней не задерживается, и собаке достаточно просто отряхнуться, чтобы снова стать чистой и сухой. Шерсть средней длины, прямая или волнистая, блестящая, бело-рыжего окраса, достигает полной кондиции к двухлетнему возрасту, у щенков может выглядеть белой с палевыми пятнами. Особо ценятся собаки, на ушах у которых волос имеет чёрный кончик (так называемые «серьги») и с белым хвостом.

## Темперамент
Веселый, добродушный, дружелюбный, спокойный, воспитанный, предупредительный — вот слова, которыми любители описывают характер коикерхондье. Они очень зависимы от окружающей обстановки, ласковые, жизнерадостные и активные. Кроме того, они умны, внимательны и всегда готовы порадовать своего хозяина. Коикерхондье быстро адаптируются к обстановке и меняют своё поведение от спокойного к активному, если позволяет ситуация. Они не слишком доверчивы к незнакомцам и стараются к ним не приближаться. Тем, к кому они привыкли, коикерхондье будут преданны всю жизнь.
Коикерхондье может быть прекрасной собакой для городской квартиры, если регулярно заниматься с ним, но огороженный участок гораздо лучше подходит для этой собаки. Коикерхондье очень энергичны, но в помещении обычно ведут себя тихо.

## Здоровье
Коикерхондье имеют отличный аппетит и склонны легко набирать лишний вес. У них относительно маленький генофонд, поэтому нередко встречаются генетические заболевания, в том числе болезнь Виллебранда (нарушение свёртываемости крови); катаракта и другие наследственные заболевания глаз; вывих коленной чашечки. В наше время, благодаря упорной работе породных клубов, большинство собак, используемых в разведении, свободны от болезни Виллебранда. Вывих коленной чашечки уже не составляет большой проблемы в большинстве стран, но породные клубы контролируют ситуацию, чтобы не допустить повторного распространения этой болезни. В Нидерландах породные клубы требуют обязательного тестирования собак на наличие наследственных заболеваний глаз, только свободные от патогенов собаки допускаются к разведению.
Средняя продолжительность жизни коикерхондье — 12-14 лет.